# Ståle Solbakken
Ståle Solbakken (* 27. Februar 1968 in Kongsvinger) ist ein norwegischer Fußballtrainer und ehemaliger Fußballspieler. 1995 wurde er zum norwegischen Mittelfeldspieler des Jahres gewählt. Seit Dezember 2020 ist er Nationaltrainer seines Heimatlandes.

## Karriere  als Spieler

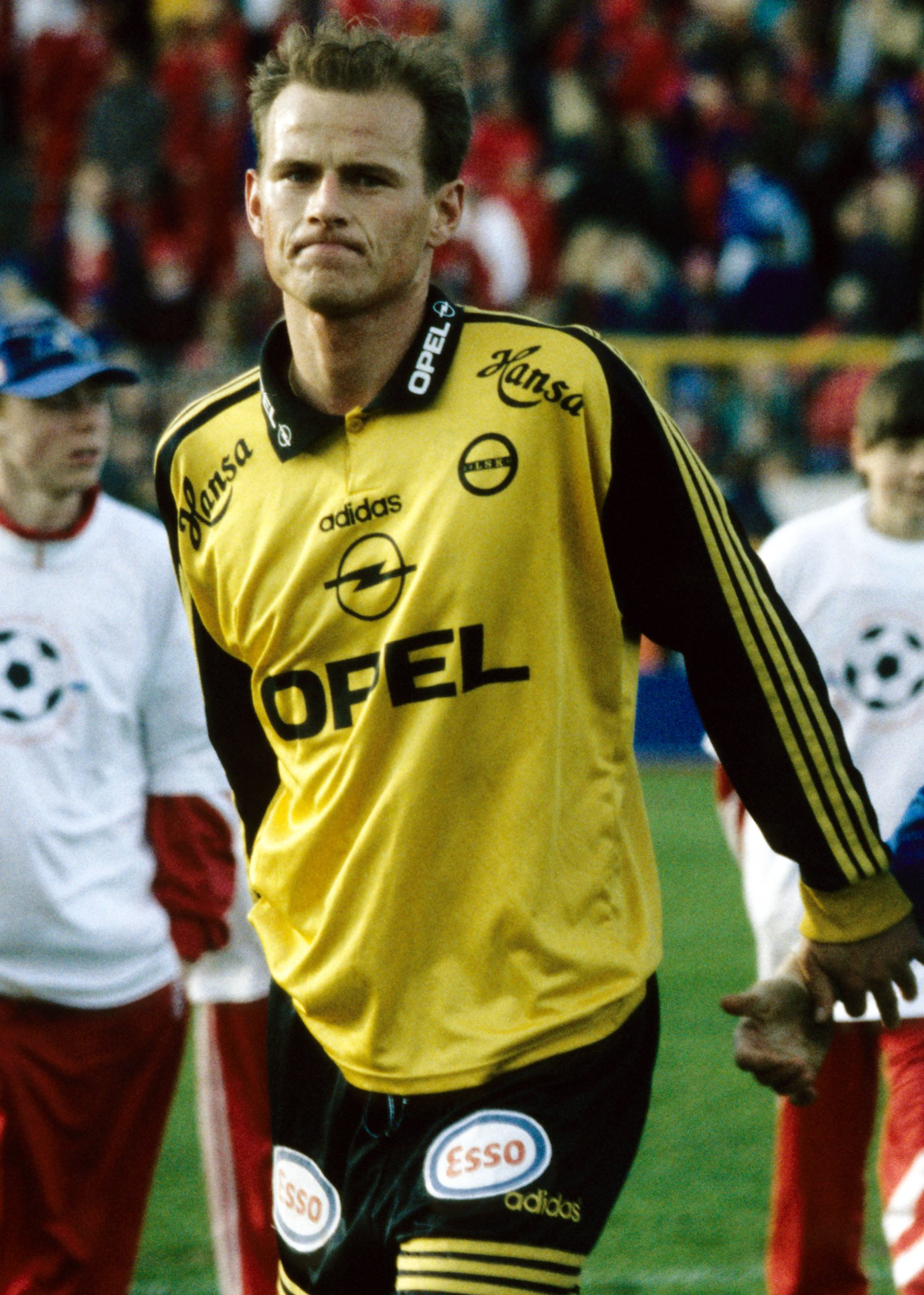
Solbakken bei Lillestrøm SK (1996)

Solbakken begann das Fußballspielen bei Grue IL. 1989 wechselte er zu Ham-Kam, wo er bis Ende 1993 spielte. Ab Jahresbeginn 1994 bis Oktober 1997 spielte er für den Lillestrøm SK. Danach ging er für 4 Monate nach England zum FC Wimbledon. 1998 wechselte er nach Dänemark, wo er seine erfolgreichste Zeit als Spieler verbrachte. 1999 gewann er mit Aalborg BK die dänische Meisterschaft, im Jahr 2000 schaffte er dies mit dem FC Kopenhagen.
Für das norwegische Nationalteam bestritt er 58 Spiele und erzielte dabei neun Tore. Mit der norwegischen Auswahl nahm er an der Weltmeisterschaft 1998 und an der Europameisterschaft 2000 teil.
Solbakken beendete seine aktive Karriere am 13. März 2001, nachdem er wegen eines bis dahin unentdeckten angeborenen Herzfehlers im Training einen Herzstillstand erlitten hatte und reanimiert werden musste. Seitdem ist er auf einen Herzschrittmacher angewiesen.

## Karriere als Trainer

### Norwegen U-18-Auswahl
Als Trainer begann er seine Laufbahn bei der norwegischen U-18-Auswahl und als Assistenztrainer der A-Nationalmannschaft. 

### Ham-Kam
Von 2003 bis 2005 trainierte er seinen früheren Verein Ham-Kam. 

### FC Kopenhagen
Danach  wurde er Trainer beim FC Kopenhagen. Mit dem Verein gewann er fünf dänische Meistertitel (in den Jahren 2006, 2007, 2009, 2010 und 2011) und 2009 den dänischen Pokal. Er wurde u. a. 2004 zu Norwegens Trainer des Jahres gewählt. 

### 1. FC Köln
Ab Januar 2012 sollte Solbakken Egil Olsen ersetzen und norwegischer Nationaltrainer werden, doch dann verpflichtete der 1. FC Köln den Norweger zum 1. Juli 2011 als neuen Cheftrainer, nachdem der Norges Fotballforbund ihm die Freigabe erteilt hatte.
Nach einer sportlichen Talfahrt des FC wurde Solbakken am 12. April 2012, zwei Tage nach einer 0:4-Niederlage in Mainz, beurlaubt.

### Wolverhampton Wanderes
Zur Saison 2012/13 wurde er Trainer beim englischen Club Wolverhampton Wanderers, wurde jedoch bereits im Januar 2013 nach einer Niederlage im FA Cup gegen den Fünftligisten Luton Town wieder entlassen. Ebenfalls entlassen wurde sein Assistent Patrick Weiser.

### Rückkehr zum FC Kopenhagen
Am 21. August 2013 kehrte er zum FC Kopenhagen zurück, bei dem er den kurz zuvor entlassenen Belgier Ariël Jacobs ersetzte. Er führte Kopenhagen 2016, 2017 und 2019 zu drei Meistertiteln, gewann von 2015 bis 2017 drei Mal in Folge den dänischen Pokal, betreute das Team 2013/14 und 2016/17 in der Gruppenphase der UEFA Champions League und scheiterte in der UEFA Europa League 2019/20 im Viertelfinale erst nach Verlängerung mit 0:1 am englischen Rekordmeister Manchester United. Nach einem schwachen Start in die Saison 2020/21, in der aus den ersten vier Partien lediglich vier Punkte gelangen und zudem durch eine 0:1-Niederlage gegen den kroatischen Klub HNK Rijeka die Teilnahme an der Gruppenphase der UEFA Europa League 2020/21 verpasst wurde, wurde Solbakken im Oktober 2020 entlassen.

## Spielsystem
Mehr noch als andere Trainer setzt Solbakken darauf, den Raum mit einer Zonenverteidigung zu decken. Die Viererketten bleiben auf einer Höhe eng zusammen und rücken nicht auf die Seite nach, wo sich der Spielball befindet. Damit soll vermieden werden, dass ein kleiner Außenverteidiger zentral gegen einen kopfballstarken Angreifer spielen muss. Um das zu erreichen, verzichtet man auf das Doppeln auf der Außenseite durch Außen- und Innenverteidiger. Die Unterstützung des Außenverteidigers erfolgt durch einen der beiden Sechser. Solbakken lässt die Viererreihen weit aufrücken. Die Stürmer sollen den gegnerischen Sechser abdecken und die äußeren Mittelfeldspieler verhindern, dass der Gegner über die Außenbahn das Mittelfeld überbrückt. Das gegnerische Spiel wird damit in der Nähe des eigenen Tores nach außen gelenkt bzw., wenn in die Mitte, dann aber weiter weg vom eigenen Tor.
Solbakken studierte im Juli 2011 im Trainingslager am Walchsee (Österreich) mit der Mannschaft des 1. FC Köln verschiedene Pressingsignale ein.
Wenn der Abstand vom Stürmer zum Verteidiger sehr groß ist, wird kein Pressing gespielt, vielmehr sollen die Spieler versuchen, das Band kompakt zu halten. Sobald Solbakkens Spieler aber merken, dass ein schlecht gespielter Ball unterwegs ist, der bei der Ballannahme Probleme machen könnte, werden sofort die Gegner attackiert und Pressing gespielt. Ein weiteres Pressingsignal ist, wenn ein gegnerischer Verteidiger mit dem Rücken zum Tor steht. Die Stürmer stellen daraufhin die Innenverteidiger zu. Das Pressingsignal kommt dann von dem ballnahen Stürmer. Das bedeutet, dass sich die komplette Abwehr nach dem Stürmer zu richten hat. Wenn dann der Stürmer draufgeht, sollen alle anderen Teammitglieder nachschieben.
Beim 1. FC Köln bewährte sich dieses System nicht so gut. Die jeweiligen Gegner flankten sehr oft in den Kölner Strafraum. Gepaart mit individuellen Fehlern und einer, wie es Solbakken nannte, "mentalen Schwäche", führte das zu über 60 Gegentoren in 30 Spielen.

## Erfolge und Auszeichnungen
Spieler
- Norwegischer Mittelfeldspieler des Jahres 1995
- Dänischer Meister: 1999 und 2001

Trainer
- Norwegischer Trainer des Jahres 2004
- Royal League: 2006
- Dänischer Meister: 2006, 2007, 2009, 2010, 2011, 2016, 2017, 2019
- Dänemarks Trainer des Jahres 2007
- Dänischer Pokalsieger 2009, 2015, 2016, 2017